# DC Studios

DC Studios logo

DC Studios is een Amerikaans film- en televisieproductiebedrijf dat onderdeel is van Warner Bros. Discovery (WBD). De studio is verantwoordelijk voor de productie van film, animatiefilms en -televisieseries, evenals videogames, gebaseerd op personages van de Amerikaanse stripboekuitgever DC Comics, voornamelijk als onderdeel van hun belangrijkste mediafranchise en een gedeeld fictief universum, het DC Universe (DCU). De studio wordt sinds de oprichting in november 2022 geleid door schrijver en regisseur James Gunn en Peter Safran, die tevens co-voorzitters en co-CEO's zijn.

## Geschiedenis
De voorloper van de studio, DC Films, werd in mei 2016 opgericht als een divisie van Warner Bros. Pictures om toezicht te houden op filmproducties van DC Comics, voornamelijk die uit de DC Extended Universe (DCEU), een franchise met een gedeeld universum. De studio werd geleid door DC-strip- en televisieschrijver Geoff Johns en Warner Bros.-producent Jon Berg als covoorzitters. Nadat verschillende DCEU-films slecht werden ontvangen en financieel ondermaats presteerden, trad het duo eind 2017 af en werd de divisie gereorganiseerd, waarbij Walter Hamada werd aangesteld als president van de studio. Na de fusie van DC en Warner Bros.-eigenaar WarnerMedia met Discovery, Inc. in april 2022, herstructureerde WBD de bedrijfsvoering, wat resulteerde in het aftreden van Hamada in oktober 2022. DC Films werd vervolgens ontbonden ten gunste van DC Studios, een nieuwe divisie met meer toezicht op DC Media. Gunn en Safran, die aan een aantal DCEU-projecten hadden gewerkt, werden ingehuurd om de studio te leiden. Het duo begon met het werken aan het DCU als een nieuwe franchise, die moest dienen als een soft reboot van het DCEU.
In februari 2024 werkten Gunn en Safran samen met de zusterbedrijven van WBD om de documentaire Super/Man: The Christopher Reeve Story (2024) te verwerven. Dat was de eerste film die onder de vlag van DC Studios werd uitgebracht, terwijl The Penguin (2024) de eerste productie en de eerste televisieserie van DC Studios was die onder die vlag werd uitgebracht.